# علم باكستان
علم باكستان (بالأردية: پاکستان کا جھنڈا) هو العلم الرسمي لجمهورية باكستان الإسلامية وهو مأخوذ من علم الدولة العثمانية بصفتها آخر خلافة للمسلمين، ولأن باكستان دولة مسلمة تم الأخذ به مع تغيير اللون.
إذ يتالف من اللون الأخضر الغامق وشريط عمودي أبيض وهلال أبيض اللون ونجمة بخمسة رؤوس في الوسط. يرمز العلم إلى التزام باكستان الكبير بالديانة الإسلامية والعالم الإسلامي وحقوق الأقليات الدينية.

## التاريخ

علم لويس مونتباتن المقترح

اقترح نائب الملك البريطاني في الهند، لويس مونتباتن علمًا وطنيًا لدولة باكستان في عام 1947 والذي يتكون من علم رابطة مسلمي عموم الهند مع علم الاتحاد في الكانتون. ولكن رفض محمد علي جناح لأن العلم يظهر صليب القديس جرجس (شفيع إنجلترا).

## الرمزية
يمثل اللون الأخضر الغالبية المسلمة في باكستان بينما يرمز الشريط الأبيض إلى الأقليات الدينية المختلفة مثل الهندوس والمسيحيين والسيخ والزرادشتيين وغيرهم. يمثل الهلال والنجمة الإسلام، حيث يمثل الهلال التقدم والنجمة الخماسية تمثل الضوء والمعرفة.
|                                      | أخضر        | أبيض        |
| ------------------------------------ | ----------- | ----------- |
| بانتون                               | 2427 C      | White       |
| النموذج اللوني أحمر أخضر أزرق        | 0/64/26     | 255/255/255 |
| ألوان الويب                          | #00401A     | #FFFFFF     |
| النموذج اللوني سيان ماجنتا أصفر أسود | 100/0/60/75 | 0/0/0/0     |